# Nikolai Iwanowitsch Bobrikow

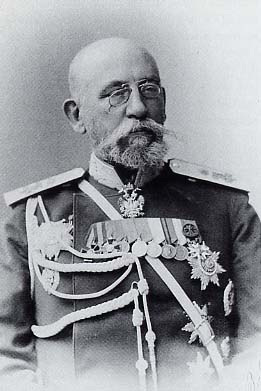
Generalgouverneur Nikolai Bobrikow

Nikolai Iwanowitsch Bobrikow (auch Bobrikoff, russisch Николай Иванович Бобриков; * 15. Januarjul. / 27. Januar 1839greg. in Strelna, heute zu Sankt Petersburg; † 4. Junijul. / 17. Juni 1904greg. in Helsinki) war ein russischer General der Infanterie und von 1898 bis zu seiner Ermordung 1904 Generalgouverneur von Finnland.

## Biografie

### Frühe Jahre
Nikolai Iwanowitsch Bobrikow wurde 1858 Soldat. Er diente zunächst im Militärbezirk von Kasan. Anschließend war er im Divisionsstab in Nowgorod eingesetzt. 1869 wurde er zum Oberst befördert. 1870 wurde Bobrikow nach Sankt Petersburg versetzt, wo er in der Garde des Zaren Sonderaufträge übernahm. Dort erhielt Bobrikow auch Zugang zum zaristischen Hof. Er zeichnete sich durch militärisches Geschick und politische Loyalität aus. 1878, während des russisch-türkischen Kriegs, wurde er Generalmajor. 1883 wurde Bobrikow zum Leiter des Militärbereichs Sankt Petersburg ernannt.

### Generalgouverneur
1898 ernannte der russische Zar Bobrikow zum Generalgouverneur von Finnland. Ein Jahr später, am 15. Februar 1899, unterzeichnete Zar Nikolaus II. das sogenannte Februarmanifest. Es markierte den Beginn der sogenannten „Jahre der Unterdrückung“ (finnisch sortovuodet). Das Februarmanifest bedeutete eine starke Einschränkung der finnischen Selbstverwaltungsrechte, die Zar Alexander I. 1809 zugesichert hatte. Nach dem Februarmanifest sollten die russischen Gesetze auch in Finnland über der finnischen Gesetzgebung stehen. Eine halbe Million Finnen wandten sich in einer Unterschriftenaktion (Suuri adressi 1899) gegen das Februarmanifest. Zar Nikolaus II. weigerte sich jedoch, die Delegation zu empfangen, die die Petition überbringen sollte.

### Russifizierung Finnlands
General Bobrikows Aufgabe war es, den Ansätzen eines finnischen Separatismus entgegenzutreten. Er setzte sich stark für die Beschneidung der finnischen Selbstverwaltungsrechte und für eine stärkere Russifizierung Finnlands ein. 1900 verfügte er, dass die Korrespondenz zwischen den Behörden in russischer Sprache zu führen sei. Der Unterricht der russischen Sprache sollte in den finnischen Schulen verstärkt werden. 1901 wurde die eigenständige finnische Armee abgeschafft. Finnische Wehrpflichtige waren von nun an gezwungen, in russischen Einheiten im ganzen Reich Dienst zu tun.
1903 gab Zar Nikolaus II. General Bobrikow weitere Sondervollmachten. Er hatte künftig das Recht, direkt finnische Staatsbeamte zu entlassen. Außerdem erhielt er weitgehende Zensurrechte gegenüber den finnischen Zeitungen und schränkte die Versammlungs- und Vereinigungsfreiheit ein.

### Ermordung

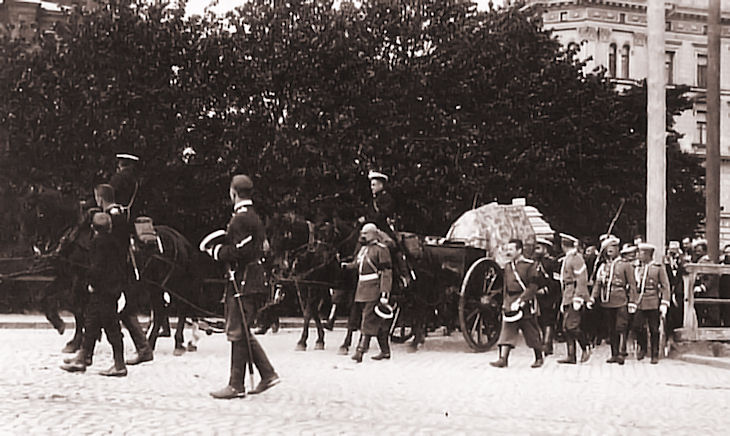
Trauerzug mit dem Leichnam Bobrikows vor der Uspenski-Kathedrale in Helsinki

Bobrikow wurde wegen seiner Amtsführung immer mehr zur Zielscheibe des Hasses der finnischen Bevölkerung. Am 16. Juni 1904 verübte der junge finnische Nationalist Eugen Schauman (1875–1904) im Senat in Helsinki einen Mordanschlag auf Bobrikow. Schauman erschoss sich anschließend selbst. Einen Tag später starb Bobrikow an seinen schweren Schussverletzungen.

### Privatleben
Nikolai Bobrikow heiratete 1867 in Kasan Olga Petrowna Leontjewa, mit der er fünf Kinder hatte. Nach dem Tod Olgas 1895 heiratete er die Generalstochter Elisabeth (Jelisaweta Iwanowna) Stael von Holstein und bekam mit ihr eine weitere Tochter.